# Pirprofene
Il pirprofene (noto in fase sperimentale anche con la sigla C 21 524-Su), detto anche acido 2-[3-cloro-4(3-pirrolinil) fenil] propionico, è una molecola appartenente alla classe dei farmaci antinfiammatori non steroidei (FANS). È un derivato dell'acido fenilpropionico dotato di proprietà di tipo antinfiammatorio, analgesico, antipiretico e di antiaggregazione piastrinica. La gran parte degli effetti farmacologici di pirprofene è spiegabile considerando l'inibizione della sintesi delle prostaglandine causata dal farmaco. Il farmaco venne prodotto e venduto dalla società farmaceutica Ciba-Geigy, ma venne ritirato dal commercio a causa degli effetti collaterali.

## Farmacodinamica
Pirprofene è un inibitore della sintesi delle prostaglandine, appartenente alla classe dei derivati arilpropionici. L'inibizione avviene attraverso il blocco dell'enzima prostaglandina-endoperossido sintasi, noto anche come cicloossigenasi.

## Farmacocinetica
Dopo la somministrazione per via orale, il pirprofene è ampiamente e rapidamente assorbito dal tratto gastrointestinale. La concentrazione plasmatica massima (Cmax) viene raggiunta nel giro di 1-2 ore. La somministrazione di pirprofene 1 ora dopo il pasto, quindi a stomaco pieno, ritarda leggermente il raggiungimento dei livelli di picco plasmatico, ma non influenza in modo significativo l'entità dell'assorbimento.
Pirprofene ha una emivita di eliminazione apparente di circa 7 ore. L'escrezione del farmaco avviene principalmente per via renale sotto forma di metaboliti ed è sostanzialmente completata entro 24 ore. Nelle urine circa il 5% della dose somministrata viene eliminata come farmaco immodificato.

## Usi clinici
Pirprofene è indicato nel trattamento sintomatico del dolore di intensità lieve o moderata. Il farmaco può essere utilizzato nei soggetti affetti da osteoartrosi, reumatismo articolare, artrite reumatoide, spondilite anchilosante, nella cefalea ed emicrania, nel dolore da traumi sportivi, da dismenorrea e nel dolore post-operatorio in chirurgia maxillo-facciale.

## Effetti collaterali ed indesiderati
In corso di trattamento con pirprofene gli effetti avversi più spesso segnalati sono stati: dispepsia, nausea, cefalea, vertigine, vomito, epigastralgia, ulcera peptica, perforazione ed emorragia gastrointestinale, sonnolenza, rash cutaneo ed orticaria.

L'effetto avverso più grave in assoluto associato alla assunzione di pirprofene è la comparsa di epatite fulminante, spesso fatale. Verosimilmente anche nel caso di pirprofene, come in quello di altri FANS, queste forme di epatite sono su base immuno-allergica, sia citolitica che colestatica. Assai spesso a soffrirne sono soprattutto donne anziane che assumono il farmaco per lunghi periodi di tempo, spesso per mesi.

## Dosi terapeutiche
Nei soggetti adulti il dosaggio consigliato varia da 600 a 1200 mg al giorno suddivisi in 2 o 3 dosi separate.